# دراسة التعرض

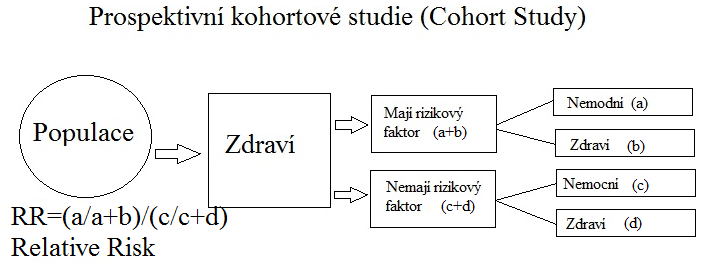

دراسة التعرض أو الدراسة الحشدية، ويطلق عليها أيضاً دراسة الأتراب (بالإنجليزية cohort studies)، هي دراسة مراقبة تتضمن مجموعتين إحداهما معرضة لعامل خطورة والأخرى غير معرضة لعامل الخطورة وبعد هذا التقسيم يتم متابعة المجموعتين لفترة زمنية معينة ومن ثم مقارنة النتائج. وتندرج هذه الدراسة تحت نوع الدراسات المستقبلية (prospective).

## مزايا هذه الدراسة
- هذه الدراسة تكون مستقبلية prospective فيكون بها معدل أقل من الانحياز.
- تمكن الدراسة لعوامل خطورة لكثير من الامراض

## مساؤى هذه الدراسة
- تحتاج إلى مجموعة كبيرة
- التكلفة المادية المرتفعة
- طول الفترة الزمنية للدراسة (استهلاك كبير للوقت)

## مقارنة مع التجارب المضبوطة
تختلف الدراسات الحشدية عن التجارب السريرية بأن الدراسات الحشدية لا يحدث فيها أي تداخل على المشاركين، ولا يُعطَون أي علاج ولا يتعرضون لأي عامل، وكذلك لا يُحدَّد فيها مجموعة شاهد. وعوضًا عن ذلك، تركز الدراسات الحشدية بصورة أساسية على تاريخ حياة أجزاء من الجماهير، والأشخاص الذين يكونون هذه الأجزاء. تُعتبَر عوامل التعرض أو الوقاية صفات موجودة مسبقًا لدى المشاركين. يجري التحكم بالدراسة بتضمين صفات أخرى مشتركة لدى الحشد في التحليل الإحصائي. يُقاس التعرض/العلاج ومتغيرات التحكم عند قيمة قاعدية. يجري تتبّع المشاركين مع مرور الوقت لرصد معدل حدوث المرض أو النتيجة المدروسة لديهم. يمكن أن يستخدم التحليل التراجعي عندها لتقييم الدرجة التي يساهم فيها التعرض أو العلاج بحدوث المرض، مع أخذ المتغيرات الأخرى التي قد تلعب دورًا بعين الاعتبار.
تُعتبَر التجارب السريرية العشوائية ثنائية التعمية منهجية متفوقة في سُلَّم قوة الأدلة المتعلقة بالعلاج لأنها تحقق أكبر قدر من التحكم بالمتغيرات الأخرى التي قد تؤثر على النتيجة، وتقلل عمليات العشوائية والتعمية من حدوث الانحياز في تصميم الدراسة. يقلل ذلك احتمال تأثر النتائج بمتغيرات التفنيد وخاصة غير المعروفة منها. على كل حال، تُستخدَم الفرضيات المدروسة المعتمدة على أبحاث وخلفية معرفة سابقة في اختيار المتغيرات التي سيجري تضمينها في نموذج التراجع في الدراسات الحشدية، ويمكن أن تُستخدَم الطرائق الإحصائية لتحديد وتفسير المفنِّدات المحتملة من بين المتغيرات الأخرى. يمكن تقليل الانحياز في الدراسات الحشدية لدى اختيار المشاركين في الدراسة. من المهم أيضًا ملاحظة أن التجارب السريرية العشوائية ثنائية التعمية قد لا تكون ملائمة لكل الحالات، على سبيل المثال عندما تكون النتيجة عبارة عن تأثير سلبي على الصحة ومن المفترض أن يكون التعرض عامل خطر لحدوث النتيجة، ستمنع المعايير الأخلاقية استخدام عوامل الخطر في التجارب السريرية العشوائية ثنائية التعمية. يمكن أن يقاس التعرض الطبيعي أو العرضي لعوامل الخطر هذه (مثل قضاء الوقت تحت أشعة الشمس) أو التعرض الذاتي (مثل التدخين) دون تعريض المشاركين لعوامل الخطر خارجة عن إطار أنماط حياتهم وعاداتهم وخياراتهم الشخصية.

## الأنماط
قد تكون الدراسات الحشدية رجعية (تستخدم بيانات موجودة مسبقًا مثل السجلات الطبية أو قواعد بيانات الادعاءات) أو تقدمية (مستقبلية، تتطلب جمع بيانات جديدة). تقيّد الدراسات الحشدية قدرة المُستقصِي على تقليل التفنيد والانحياز لأن المعلومات المجموعة تكون مقتصرة على البيانات الموجودة مسبقًا. هناك إيجابيات لهذا التصميم، فالدراسات الرجعية تكون منخفضة التكلفة وسريعة الإنجاز لأن البيانات جُمِعت وخُزِّنت مسبقًا.
الحشد هو مجموعة من الناس تملك صفة مشتركة أو تعرضت لتجربة حدثت ضمن فترة مُحدَّدة (مثلًا: هم على قيد الحياة حاليًا، أو تعرضوا لدواء أو لقاح أو ملوِّث، أو خضعوا لإجراء طبي معين). وبالتالي فحشد عن الولادة سيتكوّن من مجموعة من الناس الذين ولدوا في يوم أو فترة معينة، فلنقل مثلًا في عام 1984. قد تكون مجموعة المقارنة هي الجمهور العام الذي يجري اختيار الحشد منه، أو عبارة عن حشد آخر من الأشخاص الذين يُعتقَد أن لديهم تعرض قليل أو لم يتعرضوا مطلقًا للمادة المدروسة، لكنهم فيما عدا ذلك مماثلين للحشد المدروس. يمكن عوضًا عن ذلك، أن تُقارَن المجموعات الفرعية ضمن الحشد نفسه مع بعضها البعض.

## التطبيق
في الطب، غالبًا ما تُجرى الدراسة الحشدية للحصول على دليل لمحاولة دحض وجود رابط مشتبه به بين السبب والنتيجة. فشل دحض الفرضية غالبًا ما يزيد الثقة بها. من المهم تحديد الحشد قبل ظهور المرض المدروس. تتابع مجموعات الدراسة مجموعة من الأشخاص غير المصابين بالمرض لفترة من الزمن ويراقبون مَن يصاب منهم بالمرض (حدوث جديد). بالتالي لا يمكن تعريف الحشد بأنه مجموعة من الأشخاص المصابين بالمرض مسبقًا. تساعد الدراسات الحشدية التقدمية (الطولانية) التي تدرس العلاقة بين التعرض وحدوث المرض في تحديد الارتباطات السببية، وبالتالي فإن تمييز الإصابات الحقيقية عادة ما يتطلب تأييدًا بدراسات تجريبية إضافية.
إيجابية الدراسة الحشدية التقدمية هي أنها قد تساعد في تحديد عوامل خطر الإصابة بمرض جديد لأنها عبارة عن رصد طولاني للفرد مع مرور الوقت، وجمع البيانات على فترات منتظمة، لذلك فاحتمال حدوث الأخطاء الناتجة عن التذكّر يكون قليلًا. الدراسات الحشدية مكلفة وعرضة للاستنزاف وتحتاج وقتًا طويلًا للمتابعة من أجل الحصول على بيانات مفيدة. على الرغم من ذلك، تكون النتائج التي يُحصَل عليها من الدراسات الحشدية طويلة الأمد متفوقة بالنوعية بصورة كبيرة على تلك التي يُحصَل عليها من الدراسات الرجعية أو المستعرضة. تُعتبَر الدراسات الحشدية التقدمية الأكثر مصداقية في الرصد الوبائي، فهي تتيح المجال لدراسة طيف كبير من الارتباطات بين التعرض والمرض.
تتعقّب بعض الدراسات الحشدية مجموعات من الأطفال منذ ولادتهم من أجل تسجيل طيف كبير من المعلومات (التعرضات) التي تخصهم. تعتمد قيمة الدراسة الحشدية على قدرة الباحثين على البقاء على تواصل مع كل أعضاء الحشد. استمرت بعض الدارسات لعقود.
في الدراسة الحشدية، يتألف الجمهور المدروس من أشخاص معرضين لخطر الإصابة بمرض أو نتيجة صحية معينة.

## مثال
- دراسة Framingham والتي بدأت في عام 1949 واستمرت لمدة ثلاثين عاماً.